# Isognathus congratulans
Isognathus congratulans är en fjärilsart som beskrevs av Augustus Radcliffe Grote 1867. Isognathus congratulans ingår i släktet Isognathus och familjen svärmare. Inga underarter finns listade i Catalogue of Life.